# Perverzní není homosexuál, perverzní je situace, ve které žije
Perverzní není homosexuál, perverzní je situace, ve které žije (v originále Nicht der Homosexuelle ist pervers, sondern die Situation, in der er lebt) je německý hraný dokumentární film z roku 1971, který režíroval Rosa von Praunheim podle vlastního scénáře. Snímek měl světovou premiéru na Mezinárodním filmovém festivalu Berlinale 4. července 1971. V ČR byl uveden v roce 2008 a znovu v roce 2020 na filmovém festivalu Mezipatra. Film byl natočen jako němý bez dialogů, pouze s doprovodným komentářem vypravěče.

## Děj
Mladý Daniel přichází z venkova do Berlína, kde potkává Clemense. Zamilují se do sebe, žijí ve společné domácnosti a pokoušejí se kopírovat běžné manželství. Po čtyřech měsících se ale rozcházejí, protože Daniel se mezitím seznámí se starším bohatým mužem, do jehož vily se přestěhuje. Daniel je pro něj však jen dočasný objekt zájmu. Daniel začne pracovat v gay kavárně, obléká se podle nejnovější módy a rychle se přizpůsobuje ideálům subkultury. Vystavuje na odiv své mládí a krásu a tráví volný čas ve veřejných lázních. V noci navštěvuje gay bary, kde vyhledává krátkodobé sexuální vztahy. Časem objeví také noční setkávání v parku a na toaletách. Jednoho večera v hospodě potká Paula, který ho pozve do bytu, kde bydlí s dalšími homosexuály. Skupina s ním diskutuje o problémech života homosexuálů a vysvětlí mu, že vede velmi povrchní život. Jeho povinností jakožto emancipovaného gaye by měly být i jiné zájmy než jen móda a sex. Navrhují mu, aby se politicky organizoval a přemýšlel o jiném způsobu života.

## Obsazení
| Volker Eschke   | vypravěč |
| Bernd Feuerhelm | Daniel   |
| Berryt Bohlen   | Clemens  |
| Ernst Kuchling  | boháč    |